# Matteo Meisl
Matteo Meisl (Salisburgo, 27 dicembre 2000) è un calciatore austriaco, difensore dell'Admira Wacker M..

## Biografia
È il fratello minore di Luca Meisl, anch'egli calciatore.

## Carriera
Cresciuto nei settori giovanili di Kuchl e Salisburgo, nel 2018 si trasferisce all'Austria Vienna. Il 2 giugno 2021 prolunga con i Violetti fino al 2023; il 18 settembre 2022 esordisce in prima squadra, nella partita di campionato vinta per 3-0 contro il Ried.

## Statistiche

### Presenze e reti nei club
Statistiche aggiornate al 4 novembre 2022.
| Stagione                 | Squadra                  | Campionato               | Campionato | Campionato | Coppe nazionali | Coppe nazionali | Coppe nazionali | Coppe continentali | Coppe continentali | Coppe continentali | Altre coppe | Altre coppe | Altre coppe | Totale | Totale | Totale |
| Stagione                 | Squadra                  | Comp                     | Pres       | Reti       | Comp            | Pres            | Reti            | Comp               | Pres               | Reti               | Comp        | Pres        | Reti        | Pres   | Reti   |        |
| ------------------------ | ------------------------ | ------------------------ | ---------- | ---------- | --------------- | --------------- | --------------- | ------------------ | ------------------ | ------------------ | ----------- | ----------- | ----------- | ------ | ------ | ------ |
| 2018-2019                | Austria Vienna II        | 2.L                      | 10         | 0          | -               | -               | -               | -                  | -                  | -                  | -           | -           | -           | 10     | 0      |        |
| 2019-2020                | Austria Vienna II        | 2.L                      | 10         | 0          | -               | -               | -               | -                  | -                  | -                  | -           | -           | -           | 10     | 0      |        |
| 2020-2021                | Austria Vienna II        | 2.L                      | 24         | 0          | -               | -               | -               | -                  | -                  | -                  | -           | -           | -           | 24     | 0      |        |
| 2021-2022                | Austria Vienna II        | 2.L                      | 29         | 1          | -               | -               | -               | -                  | -                  | -                  | -           | -           | -           | 29     | 1      |        |
| 2022-2023                | Austria Vienna II        | 2.L                      | 5          | 0          | -               | -               | -               | -                  | -                  | -                  | -           | -           | -           | 5      | 0      |        |
| Totale Austria Vienna II | Totale Austria Vienna II | Totale Austria Vienna II | 78         | 1          |                 | -               | -               |                    | -                  | -                  |             | -           | -           | 78     | 1      |        |
| 2022-2023                | Austria Vienna           | BL                       | 5          | 0          | CA              | 0               | 0               | UEL+UECL           | 0+3                | 0                  | -           | -           | -           | 8      | 0      |        |
| Totale carriera          | Totale carriera          | Totale carriera          | 83         | 1          |                 | 0               | 0               |                    | 3                  | 0                  |             | -           | -           | 86     | 1      |        |

## Palmarès

### Club

#### Competizioni giovanili
- UEFA Youth League: 1

Salisburgo: 2016-2017